# Leiopelma
Genre
Synonymes
- Leioaspetos Wells & Wellington, 1985

Leiopelma est un genre d'amphibiens, le seul de la famille des Leiopelmatidae.

## Répartition
Les 4 espèces de ce genre sont endémiques de Nouvelle-Zélande.

## Liste des espèces
Selon Amphibian Species of the World (10 juin 2017) :
- Leiopelma archeyi Turbott, 1942
- Leiopelma hamiltoni McCulloch, 1919
- Leiopelma hochstetteri Fitzinger, 1861
- Leiopelma pakeka Bell, Daugherty & Hay, 1998

et trois espèces fossiles :
- †Leiopelma auroraensis Worthy, 1987
- †Leiopelma markhami Worthy, 1987
- †Leiopelma waitomoensis Worthy, 1987

## Publication originale
- Fitzinger, 1861 : Eine neue Batrachier-Gattung aus New-Seeland. Verhandlungen des Zoologisch-Botanischen Vereins in Wien, vol. 11, p. 217-220 (texte intégral).